# 合成润滑油

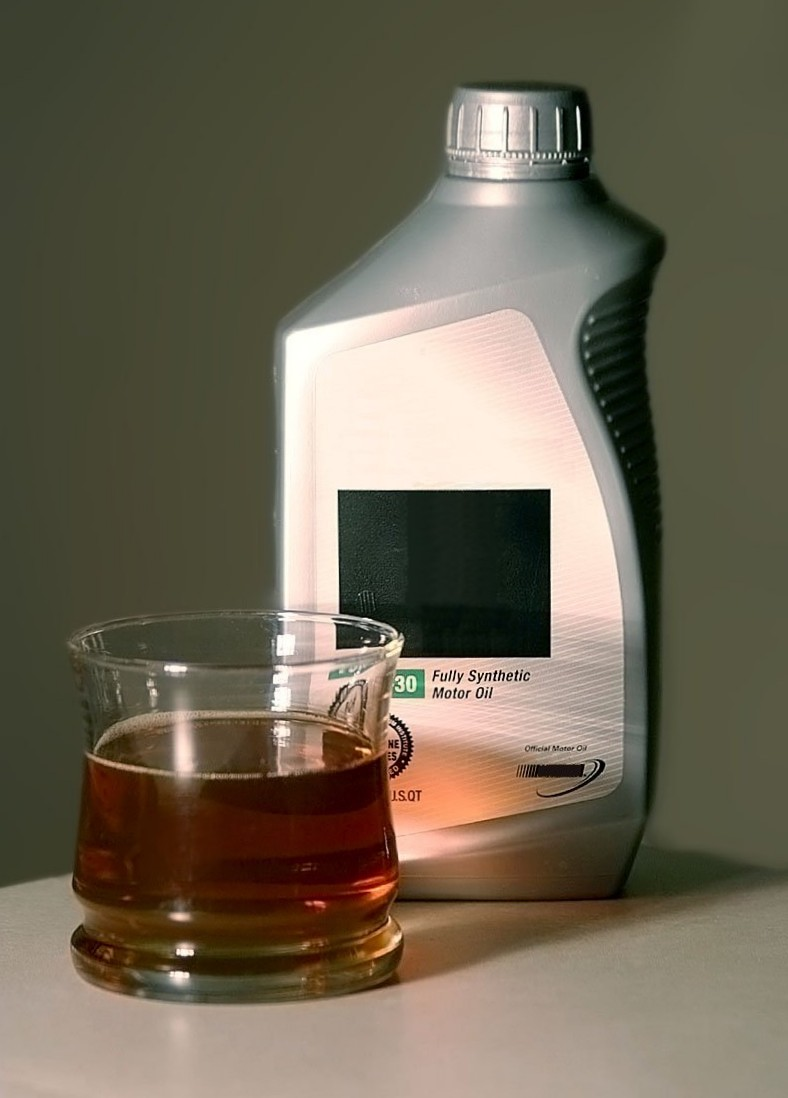
合成润滑油的一个样本。

合成润滑油，是润滑油的一种，使用於內燃機潤滑時或稱合成機油，指全部或部分使用合成基礎油作為配方中的基礎油的润滑油，通常与矿物精炼润滑油相对。

## 发展历史

### 早期合成润滑油
1930年代，德国法本公司化学家Dr. Hermann Zorn開始研究具有天然石化油特性，但在低溫環境不易結凍的潤滑油，他的研究結果導致1930年代末和1940年代初3500多種酯被製造出來，包括雙基酸酯、多元醇酯和乙酸異戊酯。二戰期間，纳粹德国空軍由於原油來源的缺乏及性能需求，在部分飛機發動機使用己二酸酯與聚合的烯烴/乙烯混合的合成润滑油。1944年3月起，美國陸軍航空隊由於冬天較易啟動、及大幅減少了油冷排中的油泥沉積，亦在部分飛機發動機使用以聚乙二醇为主的合成润滑油。

### 合成潤滑油论战
嘉实多（Castrol）公司和美孚（Mobil）公司关于何謂"合成"润滑油的商务论战。起因1995年國際汽車工程師學會（SAE）從其Information Report J357文件中刪除了關於"合成"潤滑油的物理及化學定義，美國石油學會（API）亦從其API 1509文件中刪除了原本將"合成"基礎油定義為API Group IV/V的描述。嘉实多从1998年起在其內燃機潤滑油產品配方中使用氫化裂解（Hydrocracked）工艺制成的API Group III基础油代替原来配方中的PAO（聚a-烯烃）基础油，並宣稱其產品為"合成"润滑油，而触犯美孚當時作为世界上最大的PAO基础油供应商的利益因而引起争端。作为最大的PAO基础油制造商，美孚认为只有使用PAO或酯类基础油才能称为"合成"润滑油，而嘉实多的產品仅仅是矿物油的变种，美孚向商業促進局（Better Business Bureau）所屬的全國廣告司（National Advertising Division）投訴嘉实多從事虛假廣告。嘉实多則反駁1995年SAE和API都刪除了其文件中關於"合成"潤滑/基礎油的定義。1999年3月，商業促進局所屬的全國廣告司裁定嘉实多未欺騙消費者，嘉实多赢得实际上的胜利。自此使用API Group III作為基礎油的潤滑油在除德國之外大部分國家可商業宣傳為"合成"润滑油。而进入21世纪后，美孚亦开始在其部分合成润滑油产品中加入API Group III基础油（即美孚MSDW或AGC-21基础油），作为全合成（部分美孚1號、Super Synthetic）或半合成润滑油产品销售。

### 近代合成润滑油
1973至1990年，荷兰皇家壳牌公司研发出以費托合成（Fischer–Tropsch process）製成的氣轉液（Gas to liquids,GTL）基礎油，稱為Shell Middle Distillate Synthesis（SMDS）製程，API基礎油分類為Group III，成本远低于PAO，且大部分的性能介於傳統API Group III與PAO之間。1980年代起美孚亦研發了類似的AGC-21製程基礎油。

## 合成油性能
使用合成机油的优点包括在极端工作温度下具有更好的低温和高温粘度性能， 更好（更高）的黏度指數 (VI)， 以及化学和剪切稳定性。这也有助于减少蒸发造成的损失。  它可以抵抗氧化、热分解和油泥问题，并延长换油周期，减少使用过的废油产生的环境效益。它在极端寒冷的条件下提供更好的润滑。使用合成油可能会延长发动机寿命，并具有出色的保护作用，可防止发动机热点（特别是涡轮增压器和机械增压器）中的“灰烬”和其他沉积物形成，从而减少机油燃烧并降低损坏机油通道的机会堵塞。由于发动机内部阻力较小，汽车的性能随着马力和扭矩的净增加而得到改善。 此外，它可以提高燃油效率 - 车队测试记录提高了1.8%至5%。